# Francolinus bicalcaratus

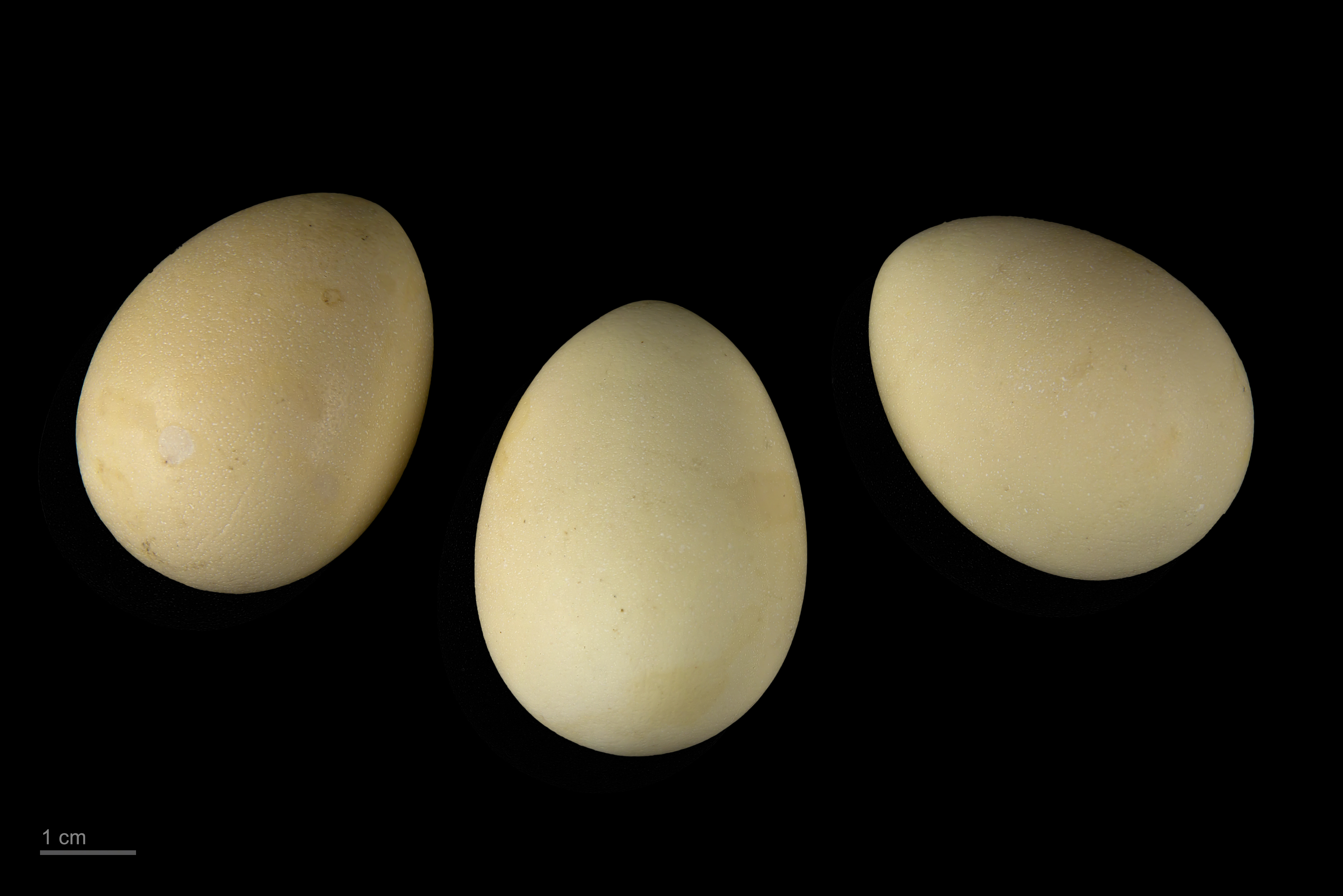
Pternistis bicalcaratus ayesha

Francolinus bicalcaratus là một loài chim trong họ Phasianidae.